# Ignacio Ruiz-Jarabo
Ignacio Ruiz-Jarabo y Colomer (Madrid, 22 de febrero de 1956) es un economista y alto funcionario español que asumió cargos de designación política durante los gobiernos del Partido Popular.

## Trayectoria profesional
Tras cursar estudios de bachillerato en Instituto Ramiro de Maeztu de Madrid, se licenció en Ciencias Económicas en la Universidad Autónoma de Madrid en 1978.
Sacó las oposiciones de Técnico Auditor del Estado en 1980 y de Inspector de Hacienda en 1982. Ha sido director de la Escuela de la Hacienda Pública (1993-1996), director del Departamento de Recaudación del Ministerio de Hacienda (1997-1998), director de la Agencia Tributaria (1998-2001) y presidente de la SEPI (2001-2004). En 2001 fue designado vocal del consejo de administración del Centro Iberoamericano de Administraciones Tributarias.
Fue vicepresidente del Club Estudiantes de Baloncesto (2005-2007).
Es socio-director del Despacho Legal y Tributario Ruiz-Jarabo Asociados.